# Skytisk mytologi
Skytisk religion, även känd som Skytisk mytologi, var den religion som utövades av skyterna, som bebodde Centralasien och östra Europa under antiken.
Den anges vara besläktad med proto indo-iransk religion samt samtida persiska mytologi och ossetisk mytologi, och anses ha influerat senare slavisk, ungersk och turkisk mytologi.
Religionen var polyteistisk och omfattade flera gudar. Religionen var ursprungligen en blandreligion, där skyternas ursprungliga gudapanteon senare inkluderade gudar från erövrade folkslag. Manliga gudar identifieras som gemensamma med flera andra närliggande indoeuropeiska folk, medan kvinnliga gudar ofta tycks ha kommit från tidigare underkuvade folk. 
Kosmologin indelades i den himmelska sfären, den mellanvärldsliga sfären, och underjorden. Gudarna indelades i tre grupper som associerades med en av dess sfärer.